# Tiago Prado
Tiago Prado Nogueira,[carece de fontes?] mais conhecido como Tiago Prado (Rondonópolis, 3 de maio de 1984), é um ex-futebolista brasileiro que atuava como zagueiro. 

## Títulos
Grêmio
- Campeonato Brasileiro - Série B: 2005

Figueirense
- Campeonato Catarinense: 2006

Porto Alegre
- Campeonato Gaúcho - Segunda Divisão: 2009